# Florencio Durán
Florencio Durán Bernales (Rancagua, 11 de enero de 1893-Santiago, 16 de marzo de 1978) fue un médico y político chileno, militante del Partido Radical (PR). Fue diputado y senador de la República, y se desempeñó como presidente del Senado.

## Biografía

### Familia y estudios
Hijo de Benito Durán y Elisa Bernales.
Realizó los estudios básicos en la Escuela Superior de Hombres N.° 1 de su ciudad natal y posteriormente en el Instituto Nacional José Miguel Carrera, en Santiago. Cursó los estudios superiores en la Universidad de Chile, donde se tituló de médico cirujano en  1917, con su tesis llamada Tuberculosis quirúrgica.
Contrajo matrimonio con Delfina Rubio Moreno.

### Actividades profesionales
Se desempeñó como médico de la Caja del Seguro Obrero, y fue administrador durante 9 años del Hospital San Juan de Dios de Rancagua, del cual también fue su director. Fue presidente de la Asociación de Médicos de Hospitales y director de la Caja de Crédito Hipotecario.
Fue editor y propietario de los periódicos El Heraldo y La Provincia que se editaban en Rancagua y colaboró en el periódico La Voz de Colchagua, en esa provincia. Fue colaborador de revistas científicas y literarias. Escribió obras sobre diferentes tópicos. Al morir escribía el libro llamado Mares, el cual quedó inconcluso.
Además fue socio y presidente del Rotary Club de Santiago; organizador y presidente del Rotary Club de Rancagua; miembro honorario del Cuerpo de Bomberos de Rancagua y director de la Liga de Estudiantes Pobres.

## Carrera política
Integró las filas del Partido Radical (PR) y fue su segundo vicepresidente en 1939 y primer vicepresidente ese mismo año. Al año siguiente asumió como presidente del PR. Fue regidor de la Municipalidad de Rancagua.
Asumió como diputado por la 9ª agrupación departamental de Maipo, Rancagua y Cachapoal para el periodo 1930-1934, elegido por el Congreso Termal, el que quedó disuelto con el movimiento socialista del 4 de julio de 1932. Fue elegido nuevamente diputado por la 9ª agrupación distrital de Rancagua, Caupolicán y Cachapoal para el periodo 1933-1937, integrando la Comisión Permanente de Hacienda. 
En las elecciones de 1937 fue elegido senador por la 5ª agrupación provincial de O'Higgins y Colchagua para el periodo 1937-1945, integrando la comisión permanente de Presupuesto. Además, le correspondió en este periodo ocupar la Presidencia del Senado (1941-1944).
Fue reelegido senador para el periodo 1945-1953. En esta oportunidad participó de la comisión permanente de Higiene, Salubridad y Asistencia Pública.